# Juncus capillaceus
Juncus capillaceus es una planta fanerógama, del género Juncus. 

## Descripción
Es una hierba perenne, que alcanza un tamaño de 8-42 cm de altura, densamente cespitosa, con brotes extravaginales; rizoma oblicuo, con entrenudos cortos y cubiertos por fibras procedentes de la degradación de las vainas basales. Tallos de 2-40 cm x 0,3-0,4 mm. Hojas situadas en la base de los tallos fértiles, 1-3 inferiores reducidas a la vaina; lámina de hasta 23 cm x 0,3-0,4 mm. Inflorescencia pseudolateral, con 2-9 flores. Fruto de 2,4-2,8 mm, con pico de 0,1 mm, oblongo-elipsoideo, obtuso-mucronado. Semillas 0,3-0,4 mm, ovoides, algo estriadas longitudinalmente, pardo-rojizas.

## Distribución y hábitat
Son herbazales nitrófilos que se encuentran en suelos compactados; originaria de Sudamérica; introducida en España, Sudáfrica y Australia.

## Taxonomía
Juncus capillaceus fue descrita por Jean-Baptiste Lamarck y publicado en Encyclopédie Méthodique, Botanique 3: 266. 1789.
Etimología
Juncus: nombre genérico que deriva del nombre clásico latino  de jungere =, "para unir o vincular", debido a que los tallos se utilizan para unir o entrelazar".
capillaceus: epíteto latino que significa "como peluda".
Sinonimia
- Juncus capillaceus var. montevidensis Buchenau
- Juncus tenuifolius Steud.[5][6]